# Jonathan James
Jonathan Joseph James (Miami, 12 december 1983 – aldaar, 18 mei 2008), ook bekend als C0mrade, was een Amerikaanse hacker. Hij was de eerste minderjarige die ooit veroordeeld is voor computercriminaliteit in de Verenigde Staten van Amerika. De jongen, afkomstig uit Florida, was 15 jaar oud tijdens zijn eerste overtreding en kreeg zijn eerste veroordeling toen hij pas 16 was. Jonathan James stierf op 18 mei 2008 door zelfmoord.

## De jonge hacker
Tussen 23 augustus en 27 oktober 1999 pleegde Jonathan James, die toen nog maar 15 jaar was, een hele reeks inbraken in verschillende computersystemen, waaronder het Pentagon, NASA, BellSouth en nog vele andere systemen. Door deze overtredingen kreeg hij de aandacht van de federale overheid. Wat dit nog ernstiger maakte was zijn inbraak in de computers van de Defense Threat Reduction Agency, een afdeling van het Amerikaanse ministerie van Defensie. Hun primaire functie bestaat erin potentiële bedreigingen tegen de Verenigde Staten van Amerika zowel in binnen- als buitenland te analyseren. James gaf later toe dat hij een achterdeur geïnstalleerd had in de computerservers. Dankzij deze achterdeur kon hij gebruikersnamen en wachtwoorden van werknemers vastleggen en gevoelige e-mails bekijken.
James kraakte ook nog de NASA-computersystemen. Hier had hij toegang tot belangrijke, dure software volgens het ministerie van Justitie. De software ondersteunde de fysieke omgeving van het internationale ruimtestation, waaronder de controle van de temperatuur en de luchtvochtigheid. Door deze inbraak werd NASA genoodzaakt hun computers drie weken uit te schakelen. Dit alles kostte ruim 41.000 Amerikaanse dollar om te controleren en te repareren.
James zelf wou geen kwaad doen door in te breken. Ik keek gewoon een beetje rond, speelde wat. Wat ik het leukste vond was de uitdaging om te zien wat ik nog zou kunnen bereiken, hoever ik kon gaan.

### In aanraking met Justitie
Op 26 januari 2000, vroeg in de ochtend, vielen agenten van het ministerie van defensie, NASA en de lokale politie het huis van Jonathan James binnen. Zes maanden later werd hij formeel in beschuldiging gesteld van de computermisdaden. Op 21 september van datzelfde jaar sloot hij dan maar een overeenkomst met de Amerikaanse minister van justitie Guy Lewis. James zou schuldig pleiten in ruil voor een lichtere straf.
James werd veroordeeld tot zes maanden huisarrest en was vrij onder voorwaarden tot zijn 18 jaar, dit werd echter verlengd tot de leeftijd van 21 jaar. Hij werd ook verplicht brieven te schrijven aan NASA en het ministerie van Defensie om zich te verontschuldigen. James hield zich echter niet aan de voorwaarden van zijn voorwaardelijke invrijheidstelling. Hij testte positief op druggebruik en werd vervolgens overgevlogen naar een correctionele instelling in Alabama, waar hij uiteindelijk zes maanden opgesloten werd.
Volgens juridische experts had Jonathan James op zijn minst tien jaar gevangenis straf kunnen krijgen voor zijn computermisdaden indien hij een volwassene was. Toch was de zaak "James" een bewijs dat ze streng optreden tegen computercriminaliteit, ook voor jeugdige delinquenten.

## Zelfmoord

### Voorafgaande
In 2007 kwam Jonathan James terug op de radar. Ze brachten hem in verband met een nieuwe computermisdaad. De informatiesystemen van TJX, DSW, Officemax en nog meer grote bedrijven in Amerika werden gepenetreerd. Het ging om de grootste identiteitsdiefstal in de geschiedenis van de Verenigde Staten. De agenten, belast met het onderzoek, waren ervan overtuigd dat Jonathan James een lid was van de bende. Ze doorzochten zijn huis, dat van zijn broer en van zijn vriendin. De Secret Service vond geen aanwijzingen dat Jonathan James medeplichtige was. De enige aanwijzing was een onbekende samenzweerder die meehielp aan de hacks en waarvan enkel de initialen J.J. bekend zijn. Later geloofde zijn vader, Robert James dat de onbekende J.J. zijn zoon was.

### Zijn dood
Jonathan James, 24 jaar oud, werd op 18 mei 2008 dood aangetroffen in zijn huis in Florida. Dit door een aan zichzelf toegebrachte schotwond. De zelfmoord gebeurde nadat agenten zijn huis betraden voor een onderzoek. In een vijf pagina's lange afscheidsbrief schreef James dat hij onschuldig was, maar dat hij ervan overtuigd was dat de federale ambtenaren hem zouden gebruiken als zondebok.
Ik heb geen vertrouwen meer in ons rechtssysteem. Misschien dat mijn acties vandaag en met deze brief ik een sterke boodschap kan brengen aan de bevolking. Hoe dan ook heb ik de controle over deze situatie verloren en is dit mijn enige manier om die controle terug te winnen.

## Herdenking
Robert James, de vader van Jonathan James herdenkt zijn zoon als een gepassioneerd computer "freak" die met de computer van de familie begon te spelen op een leeftijd van 6 jaar. Nog voor de inval in 2000 door de agenten van NASA en het ministerie van defensie worstelden hij en zijn vrouw regelmatig met Jonathan over zijn computergebruik dat tot laat in de nacht doorging. Tot op een gegeven moment dat vader James de computer van Jonathan afnam. De toen 13-jarige Jonathan liep daarop prompt weg van huis en eiste zijn computer terug. Dus ja, Jonathan hield van computers.